# Valdomiro Castilho de Lima
Valdomiro Castilho de Lima (Rio Grande do Sul, 15 de janeiro de 1873 — Petrópolis, 12 de fevereiro de 1938) foi um militar e político brasileiro. Foi interventor federal no estado de São Paulo, de 6 de outubro de 1932 a 27 de julho de 1933 e participou de um grupo de observadores enviados pelo Brasil à Guerra da Abissínia.

## Biografia

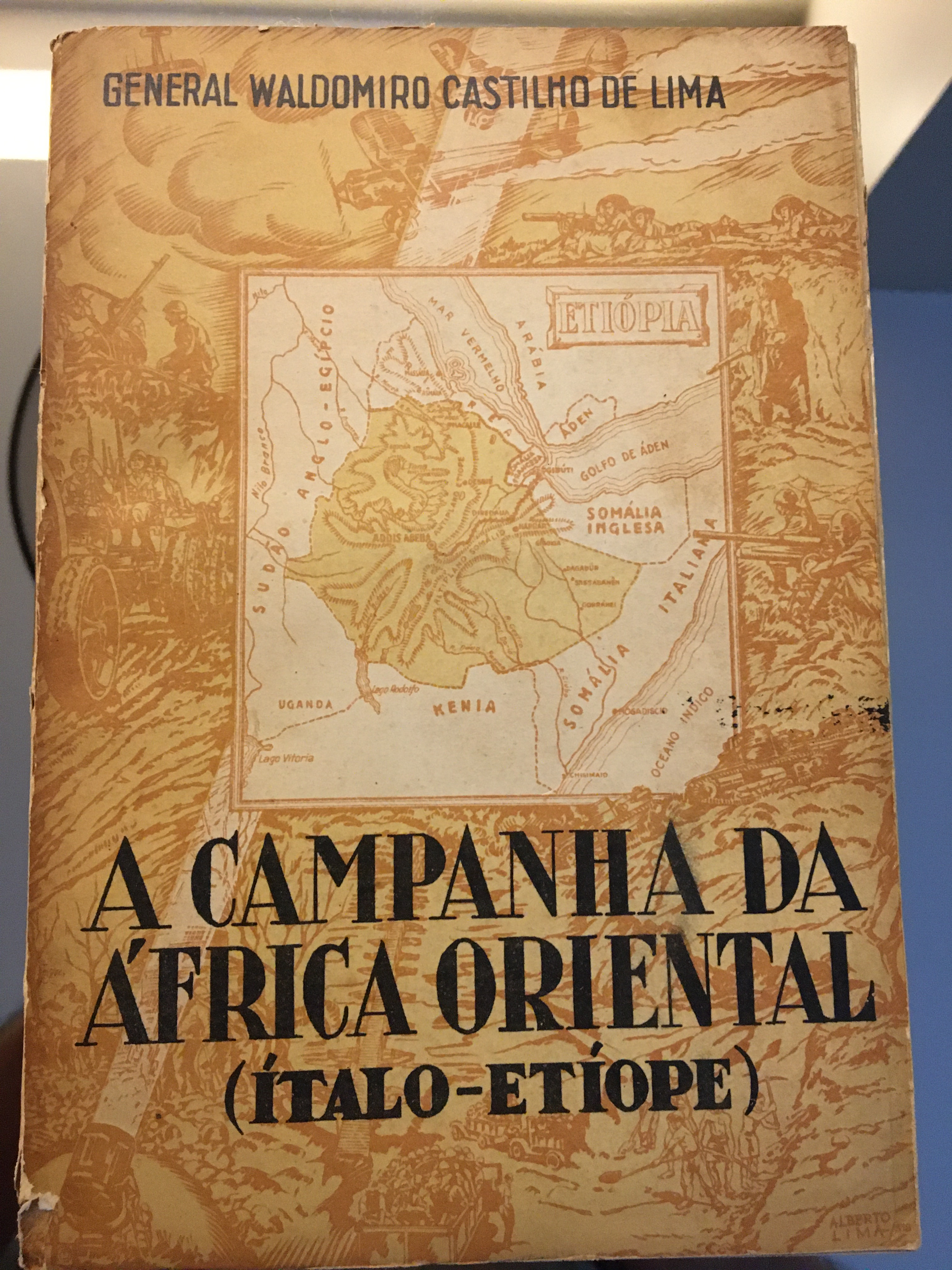
Livro do General Waldomiro Lima da Campanha da Abissínia

Valdomiro iniciou sua carreira militar no regimento da Guarnição de Fronteira de Missões, em 1890, depois passou para Escola Tática e de Tiro de Rio Pardo. Participou da Revolução de 1893 ao lado das forças legalistas e em 1898 entrou para a Escola Militar da Praia Vermelha, no Rio de Janeiro. De volta ao Rio Grande do Sul foi eleito deputado estadual em 1904.  Foi depois reeleito, com mandato até 1913, ao final do qual retornou às atividades militares.
Valdomiro Lima chegou a participar da repressão ao movimento tenentista que eclodiu no Rio de Janeiro em julho de 1922 - mesmo ano em que assumiu o comando do 3º Regimento de Infantaria, na Praia Vermelha. Suas simpatias pelo tenentismo logo o fizeram ser reformado e preso entre 1923 a 1925. Libertado, manteve-se afastado das atividades políticas até 1929, quando se filiou à Aliança Liberal. Após a derrota eleitoral da Aliança Liberal, participou das operações militares que deram início à Revolução de 1930, em Porto Alegre. Valdomiro foi comandante das tropas revolucionárias que ocuparam o quartel da 3ª Região Militar na capital gaúcha, e esteve à frente de uma coluna de quatro mil homens que atravessou o estado de Santa Catarina, atingindo o Paraná.
Após o triunfo da revolução, foi reincorporado à ativa no Exército com a patente de general-de-divisão. Em 1932, comandou a repressão ao Movimento Constitucionalista deflagrado em São Paulo contra o governo de Getúlio Vargas juntamente com o general Góis Monteiro.
Após derrotar os revoltosos paulistas, foi nomeado por Vargas como governador militar em São Paulo, acumulando ainda o comando da 2ª Região Militar, onde permaneceu no período de 9 de outubro de 1932 a 1 de fevereiro de 1933..
Em janeiro de 1933, deixou o comando da 2ª RM e recebeu a função de interventor federal, deixando de ser um governador militar. Enquanto esteve no poder procurou fazer um governo de conciliação com as forças políticas tradicionais do estado de São Paulo, porém seus esforços não evitaram que fosse hostilizado na maior parte do tempo pela grande maioria dessas grupos.
Valdomiro foi homenageado com uma moção de louvor no Congresso Revolucionário realizado no Rio de Janeiro, em novembro de 1932, ao qual compareceram o próprio presidente Vargas, sua esposa Darcy Vargas (que era sobrinha de Valdomiro), bem como vários outros membros de seu governo. O general discursou ao congresso defendendo a representação corporativa, a eleição indireta para presidente e governadores de estado, bem como a adoção de uma legislação trabalhista e social. Enquanto esteve no governo paulista, empenhou-se para que a nova legislação trabalhista fosse aplicada no estado. Também estimulou a sindicalização do patronato e da classe trabalhadora, sempre em moldes corporativos.
Com vistas às eleições para a Assembleia Nacional Constituinte, convocadas por Vargas, Valdomiro organizou dois partidos políticos de âmbito estadual: o Partido da Lavoura, que buscava atrair o apoio dos cafeicultores; e o Partido Socialista Brasileiro, ligado aos setores operários. Ambos, porém, tiveram péssimo desempenho na eleição realizada em maio de 1933, o que acabou determinando o seu afastamento da interventoria paulista. Para o seu lugar, Vargas nomeou Armando de Sales Oliveira, civil e paulista, nome de bom trânsito entre os líderes da Chapa Unida por São Paulo, que vencera a eleição por larga margem.
Após sair do governo paulista ele retornou ao Exército e já no ano de 1935 apoiou as medidas repressivas tomadas pelo governo em represália ao levante esquerdista de novembro, promovidos por setores da Aliança Nacional Libertadora (ANL).
Em 10 de dezembro de 1936, assumiu o comando da 1ª Região Militar, sediada no Rio de Janeiro. Porém, sua postura contrária à intervenção federal no Rio Grande do Sul para afastar o governador Flores da Cunha colocou-o em atrito com o governo, particularmente com o general Pedro Aurélio de Góis Monteiro, que acabaria nomeado para a chefia do Estado-Maior do Exército. Foi afastado do comando da 1ª RM em 6 de junho de 1937.. 
O general morreu em Petrópolis (RJ), em 1938, no Hospital da Beneficência Portuguesa, onde estava internado após passar por um procedimento cirúrgico. Sua causa mortis foi atestada como trombose cerebral.